# Ján Juska
Ján Juska (* 10. ledna 1947, Nová Baňa) je bývalý slovenský fotbalista.

## Fotbalová kariéra
V československé lize hrál za Spartak Trnava a ZVL Žilina. Nastoupil ve 21 ligových utkáních a dal 5 gólů. V sezóně 1970/71 získal s Trnavou mistrovský titul. V nižších soutěžích hrál i za VŽKG Ostrava.

## Ligová bilance
| Ročník                                   | Zápasy | Góly | Minuty | Klub           |
| ---------------------------------------- | ------ | ---- | ------ | -------------- |
| 1. československá fotbalová liga 1969/70 | 12     | 5    | -      | Spartak Trnava |
| 1. československá fotbalová liga 1970/71 | 2      | 0    | -      | Spartak Trnava |
| 2. československá fotbalová liga 1971/72 | -      | -    | -      | VŽKG Ostrava   |
| 1. československá fotbalová liga 1977/78 | 7      | 0    | 433    | ZVL Žilina     |
| CELKEM 1. liga                           | 21     | 5    |        |                |